# Hans Andreus

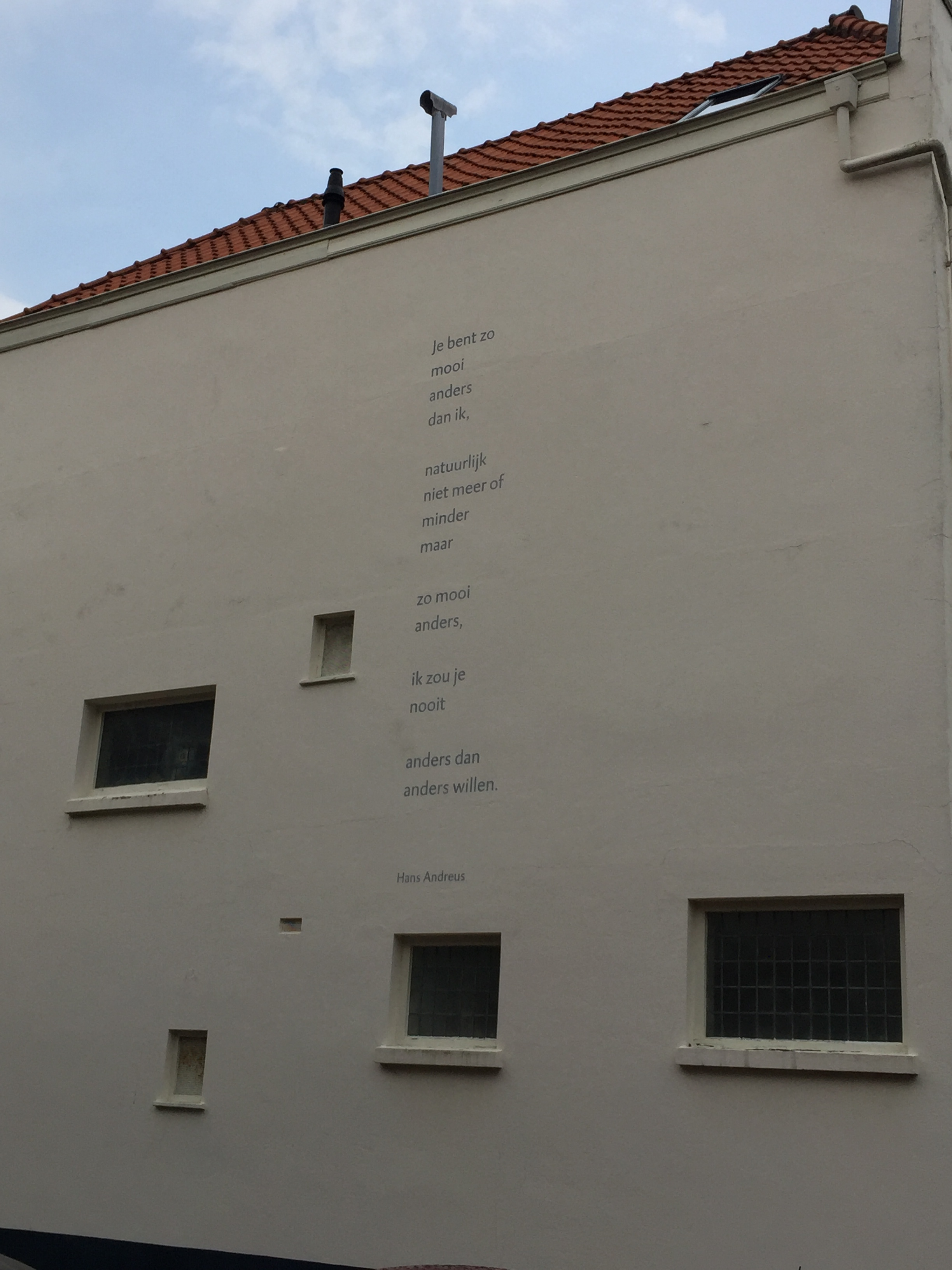
Muurgedicht van Andreus in Den Haag

Hans Andreus, pseudoniem van Johan Wilhelm van der Zant (Amsterdam, 21 februari 1926 – Putten, 9 juni 1977) was een Nederlandse dichter en schrijver van gedichten, romans, verhalen, hoorspelen, kinderverhalen en kindergedichten.

## Leven en werk

### Jeugd
Toen Hans Andreus drie jaar oud was, scheidden zijn ouders. Zijn moeder hertrouwde in 1930. Het gezin vestigde zich in Scheveningen en verhuisde in 1937 terug naar Amsterdam. Johan of Hans had al jong het idee schrijver te willen worden. In Amsterdam sloot hij vriendschap met buurtgenoot Bertus Swaanswijk (de latere Lucebert) die soortgelijke aspiraties had. In 1939 ging Hans van der Zant naar de HBS aan de Keizersgracht en op school onderscheidde hij zich als aankomend dichter.
Hij maakte de HBS niet af, want er waren hevige conflicten met zijn stiefvader en er was pressie door familieleden die bij de NSB waren. Dit bracht hem in maart 1943 er toe zich aan te melden als oostfrontstrijder bij het Vrijwilligerslegioen Nederland, niet wetend dat dit later in dat jaar in de Waffen-SS op zou gaan. Hij deed dit als 17-jarige buiten zijn ouders om en zonder hun toestemming. Toen hij zich wilde terugtrekken voordat de keuring zijn aanmelding definitief zou maken, werd hem dit belet. Via Kroatië werd hij naar het front in Estland gezonden, waar hij licht gewond raakte. Als ongeschikt voor de strijd aan het front werd hij naar Duitsland teruggestuurd. Zijn ouders waren er inmiddels in geslaagd de Duitse autoriteiten te overtuigen van de onrechtmatigheid van zijn aanmelding en daarom werd Hans van der Zant in april 1944 ontslagen uit de krijgsdienst en kon hij naar huis terugkeren.
Hij moest zoals alle oostfrontvrijwilligers na de oorlog terechtstaan in het kader van de Bijzondere Rechtspleging. In de zitting van het tribunaal te Amsterdam werd op 19 december 1947 de beschuldiging tegen hem wegens onvrijwilligheid vervallen verklaard.

### Eerste publicatie enVijftigers
In 1945 werd Hans van der Zant toegelaten tot de Amsterdamse Toneelschool. In het jaar daarop debuteerde hij als dichter onder het pseudoniem Hans Andreus. Hij volgde hoe zijn vriend Swaanswijk zich ontwikkelde tot de kunstenaar en dichter Lucebert. Andreus verliet de Toneelschool in 1947 en besloot voortaan met werk voor tijdschriften en radio van de pen te leven. Hij werd redacteur van het literaire maandblad Podium, dat zich vanaf 1951 openstelde voor de poëzie van de Vijftigers of experimentelen, onder wie Remco Campert, Gerrit Kouwenaar, Lucebert en Simon Vinkenoog. In 1951 verscheen in de Windroos-reeks van Uitgeversmaatschappij Holland Andreus’ eerste bundel, Muziek voor kijkdieren. Het zijn gedichten vol speelse taalvondsten, waarin het zintuiglijk verlangen naar licht een opvallend thema is. Een liedje daaruit is verwerkt in het tegelpatroon van het J.W. Siebbeleshof in Amsterdam-Centrum. Na de kennismaking met Vinkenoog ging Andreus in 1951 naar Parijs. De ontmoeting met diens UNESCO-collega Odile deed hem besluiten in Parijs te blijven en met haar een kamer in een hotel te betrekken. In 1953 verscheen zijn bundel De taal der dieren, waarin hij in stijl en beeldspraak aansluiting zocht bij de experimentele poëzie. In 1954 kwam de bundel Schilderkunst uit, waarin de Parijse jaren hun neerslag kregen. Andreus was toen al met Odile naar Italië vertrokken, waar ze zich in 1953 in Rome vestigden. De vriendschap met Hugo Claus die in Parijs was begonnen, werd hier voortgezet.

### Sonnetten van de kleine waanzin
In de zomer van 1954 raakte Andreus tijdens een vakantie op Elba in een ernstige psychische crisis, die zich uitte in agressie tegen zijn geliefde. Hij moest naar Nederland terugkeren, en werd in het rusthuis Novalis in Den Haag opgenomen. Daar kwam hij onder behandeling van de psychiater Maarten Lietaert Peerbolte, die als eerste in Nederland een therapie toepaste vanuit de prenatale psychologie, met de gedachte dat ervaringen vanaf de conceptie in het latere leven kunnen doorwerken. Dit sprak Andreus aan en hij raakte ervan overtuigd dat hij de overlevende was van een tweeling op wie zijn moeder abortus had willen toepassen. De ideeën en de therapie van Peerbolte inspireerden hem tot een dichtbundel die als een hoogtepunt in zijn werk wordt beschouwd: De sonnetten van de kleine waanzin (1957).
Een poging in Parijs weer met Odile samen te leven mislukte door de naweeën van Andreus’ neurose. In 1955 kwam er een eind aan hun relatie. In de roman Denise heeft Andreus in 1962 zijn herinneringen aan deze liefdesgeschiedenis verwerkt.

### Kinderboeken
In 1955 maakte Andreus kennis met Rolf van Ulzen, directeur van Uitgeversmaatschappij Holland, die voortaan de meeste dichtbundels en de romans van Andreus zou publiceren en hem stimuleerde bij het schrijven van kinderboeken. Zijn grappige en nooit belerende verhalen voor kinderen, met name die over de ouderwetse maar onconventionele schoolmeester Pompelmoes, maakten hem populair bij een breed publiek.

### Natuur en het licht

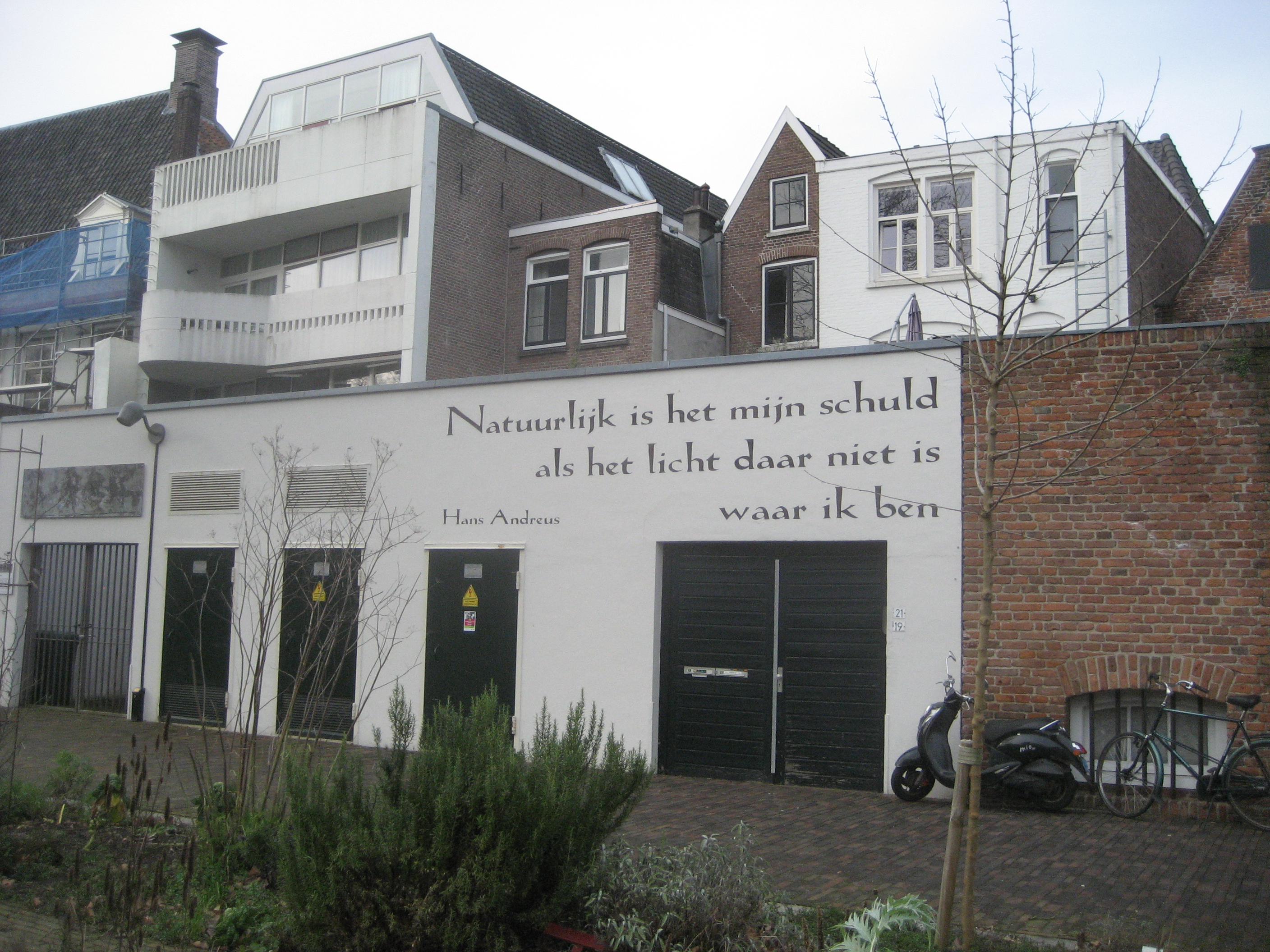
Tekst van Andreus op een muur in Deventer

Hans Andreus leerde in 1957 zijn eerste vrouw kennen. Zij trouwden in 1958 en woonden achtereenvolgens in Amsterdam, Laren en Eemnes. Het huwelijk, waaruit een dochter en een zoon werden geboren, hield niet lang stand en werd in 1960 ontbonden. Het dochtertje was toen al overleden. Kort daarna leerde Andreus zijn tweede vrouw kennen, met wie hij in 1962 trouwde. Dit tweede huwelijk hield stand. Zij stichtten een gezin - met twee zoons en een dochter - en woonden in een viertal Gelderse dorpen: respectievelijk Scherpenzeel, ’t Harde, Hoevelaken en Putten.
De voorkeur voor het leven buiten de stad is bij Andreus af te lezen aan de titels van dichtbundels als Groen land (1961), Aarde (1963) en Natuurgedichten en andere (1970). Maar ook het licht bleef in zijn poëzie een voorname rol spelen. Opvallend is het verwerkt in twee bundels die kort na elkaar verschijnen: Klein boek om het licht heen (1964) en Syntropisch (1965). Heeft de houding tegenover het licht in de eerste bundel mystieke trekken, in de tweede is Andreus geïnspireerd door de moderne fysica. Ook ideeën uit de prenatale psychologie verbond hij hiermee, in het bijzonder in De witte netten van zon en maan (1974) waarin ook het Joodse Godsbeeld hem blijkt te fascineren door een fysiek-religieuze paradox: die oneindig / rechtlijnige / verwekker / van een krom / universum.
Hiermee is verweven dat Andreus in zijn latere leven ervan overtuigd raakte dat een Joodse vriend van zijn moeder, die was omgebracht in Auschwitz, zijn werkelijke vader was. Dit idee – waarvoor nooit een bewijs is gevonden – wrong met Andreus’ eigen oorlogsherinneringen. Schuldbesef komt dan ook herhaaldelijk in zijn gedichten voor.

### Laatste gedichten
De neurose uit 1954 kwam meer dan eens terug en de diepste inzinking had hij in de jaren 1972 en 1973. Dat hij daarna in Putten een huis kon kopen met een ideale woon- en werksituatie, gaf hem rust. Maar in 1977 openbaarde zich bij Andreus een ongeneeslijke botkanker waaraan hij op 9 juni 1977 in zijn huis overleed. Met een Laatste gedicht had hij zijn dichterschap afgesloten: Dit wordt het laatste gedicht wat ik schrijf, / nu het met mijn leven bijna is gedaan. Het werd opgenomen in de bundel Laatste gedichten, die hij zelf nog had samengesteld maar die postuum is verschenen.
Hij werd aanvankelijk begraven op de Nieuwe Algemene Begraafplaats aan de Engweg in Putten. In 1995 werd hij herbegraven op de Amsterdamse begraafplaats Zorgvlied.

### Primair

#### Belangrijkste afzonderlijke dichtbundels
- 1951 – Muziek voor kijkdieren
- 1953 – De taal der dieren
- 1954 – Schilderkunst
- 1957 – De sonnetten van de kleine waanzin
- 1959 – Al ben ik een reiziger
- 1964 – Klein boek om het licht heen
- 1965 – Syntropisch
- 1970 – Natuurgedichten en andere
- 1973 – Om de mond van het licht
- 1974 – De witte netten van zon en maan
- 1977 – Laatste gedichten

#### Verhalen en novellen
- 1960 – Bezoek
- 1960 – Valentijn
- 1962 – Denise
- 1986 – Uit het jeugdige leven van Melchior Blovoet
- zj -  Het Versierde Leven. Interview met een juwelier[1]

#### Brievenuitgaven
- 1989 – Hans Andreus & Simon Vinkenoog Brieven 1950-1956
- 1997 – Van en over Hans Andreus (tien brieven, 1950-1977)

#### Enkele gedichtenbundels en verhalen voor kinderen
- 1956 - De reis van Langbaard de Twaalfde
- 1961 - Tjirp de krekel
- 1964 - De verhalen van Meester Pompelmoes
- 1967 - Waarom daarom
- 1970 - De rommeltuin
- 1974 - De wijze vis en andere verhalen

#### Vertalingen
- 1959 - De gouden farao, Karl Bruckner
- 1964 - Kimbelijn, William Shakespeare
- 1967 - Pinokkio, Carlo Collodi
- 1970 - De gelukkige prins, Oscar Wilde
- 1972 - De trompet van de zwaan, E.B. White

#### Verzameld werk
- 1983 – Verzamelde gedichten
- 1990 – Verzameld proza
- 1995 – Het overige werk

#### Bloemlezingen
- 1990 - Ik hoor het licht (bloemlezing gedichten)
- 1996 - De laatste tovenaar (bloemlezing kinderverhalen en -versjes)
- 1998 - Vertel hoeveel ik van je hou (vijfendertig liefdesgedichten)
- 2000 - De aard van het beestje (bloemlezing kinderversjes)
- 2013 - Meester Pompelmoes (bloemlezing)
- 2018 - Je bent zo mooi anders (bloemlezing, liefdevolle gedichten)

### Secundair